# Chênehutte-Trèves-Cunault
Chênehutte-Trèves-Cunault korábbi község Franciaország Loire mente régiójában, Maine-et-Loire megyében. 2016. január 1-jén négy másik korábbi községgel egyesült és Gennes-Val-de-Loire új község része lett.
Lakosainak száma 995 fő (2018. január 1.). Chênehutte-Trèves-Cunault Gennes-Val-de-Loire, Les Rosiers-sur-Loire, Saint-Clément-des-Levées, Saint-Martin-de-la-Place, Saumur és Verrie községekkel határos.

## Fekvése
Saumurtól északnyugatra fekvő település.

## Története

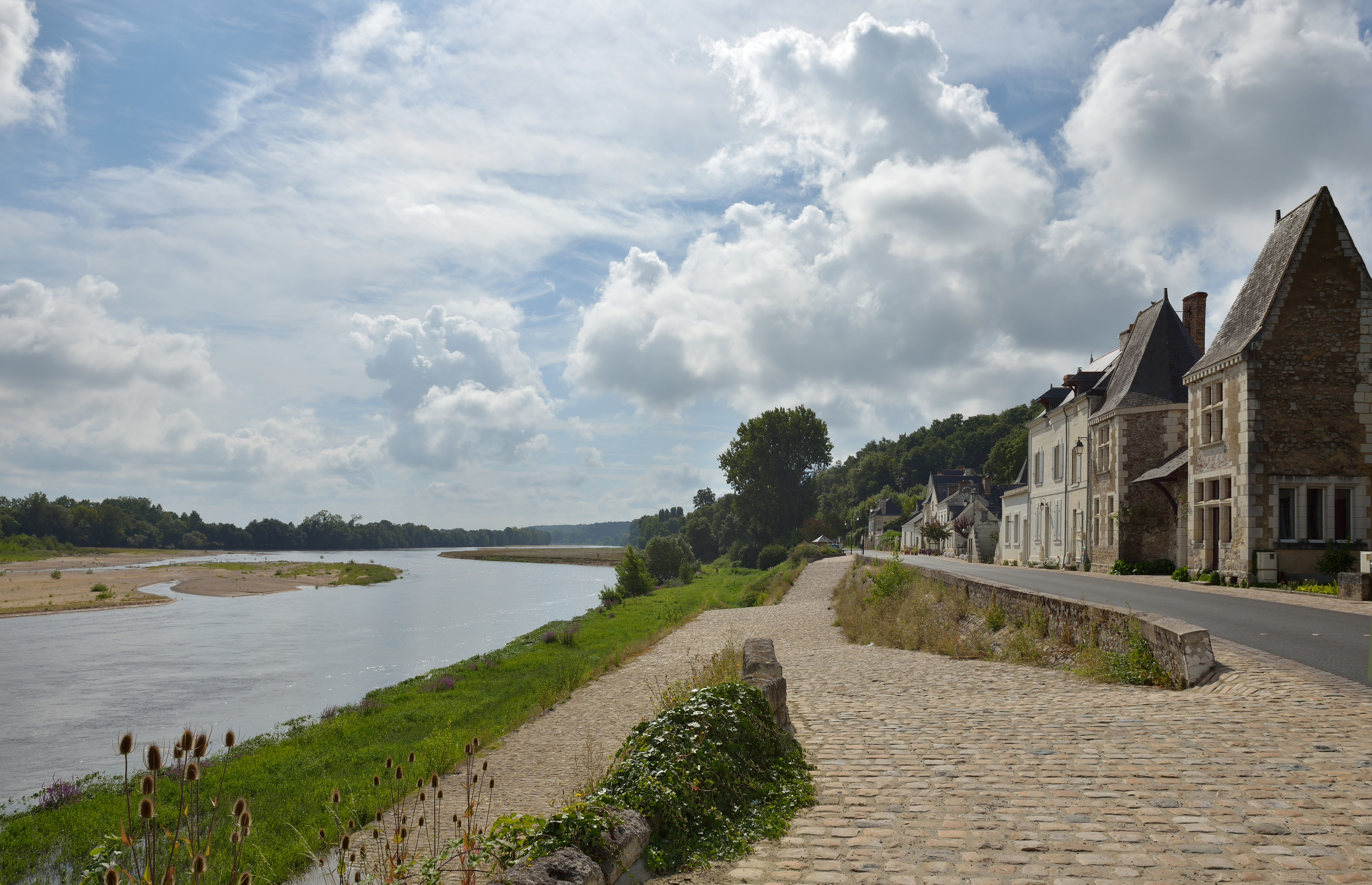

Itt valaha gazdag Benedek-rendi apátság állt, melynek mára csak a 12. században épült hatalmas temploma maradt meg. A csodálatos fekvésű, imponáló méretű épülettől néhány méterre már a Loire vize hömpölyög. Ez a templom a Saint Benoỉt apátság temploma után ez a Loire-völgy második legnagyobb román kori temploma, gazdag belső díszítése vonzza a látogatókat, több mint 200 különböző oszlopfője archaikus szobordíszítésekkel ellátott. Az itt feltárt freskómaradványok közül a legrégebbi egy 3 méter magas szt. Kristóf-alak. Egy fából faragott ereklyetartó Szt. Maxentiolus ereklyéit tartalmazza.

## Galéria

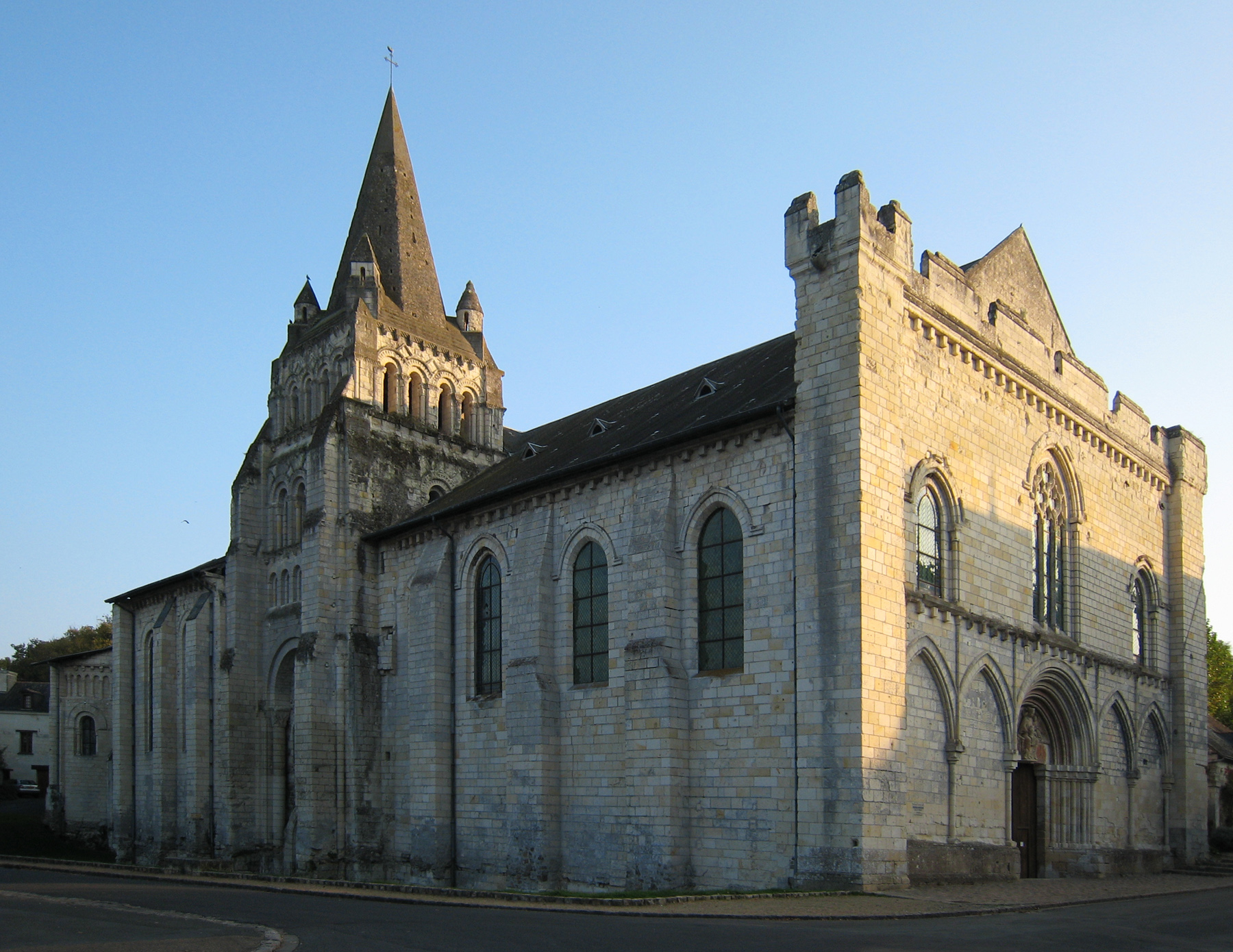
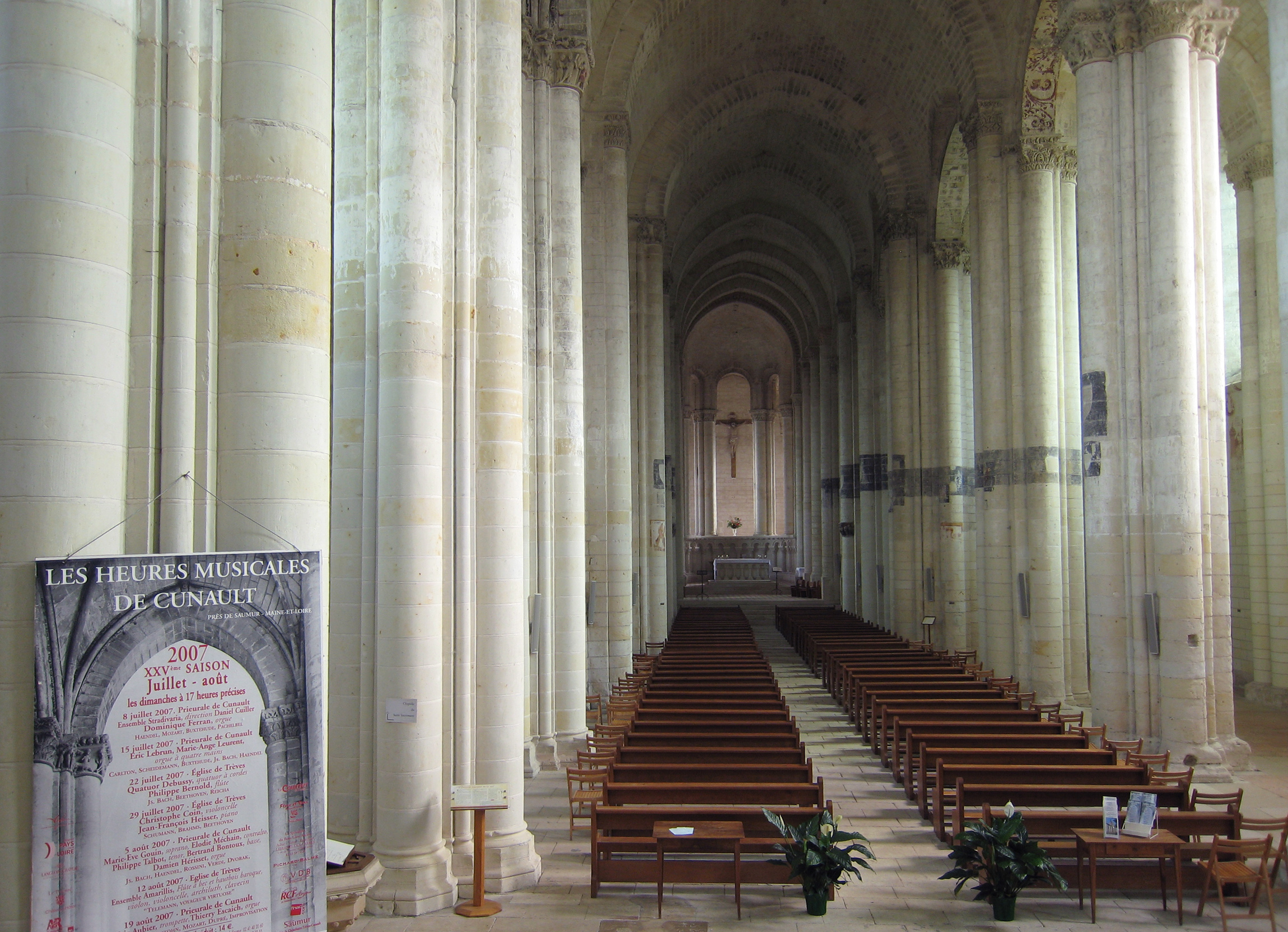
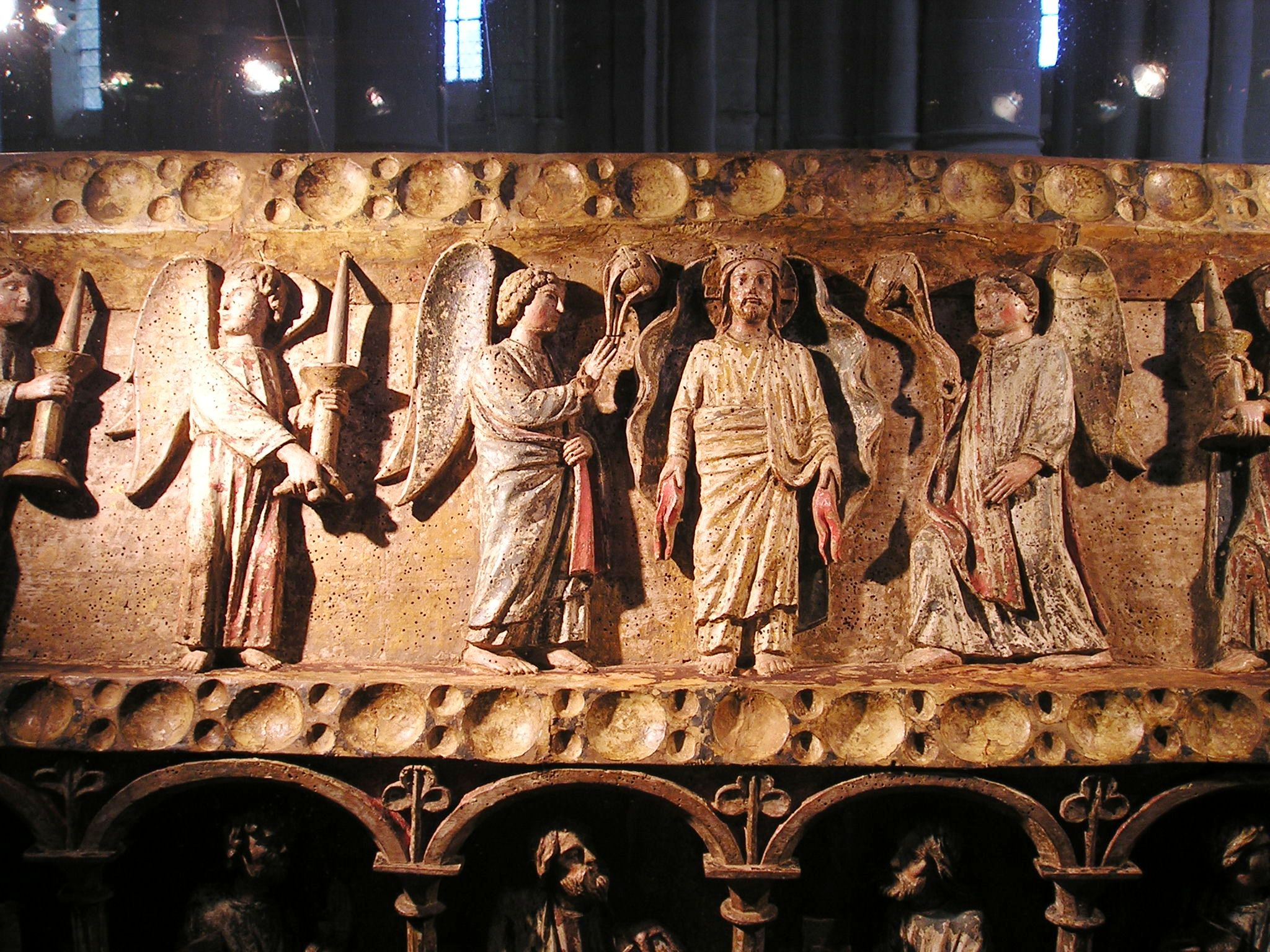
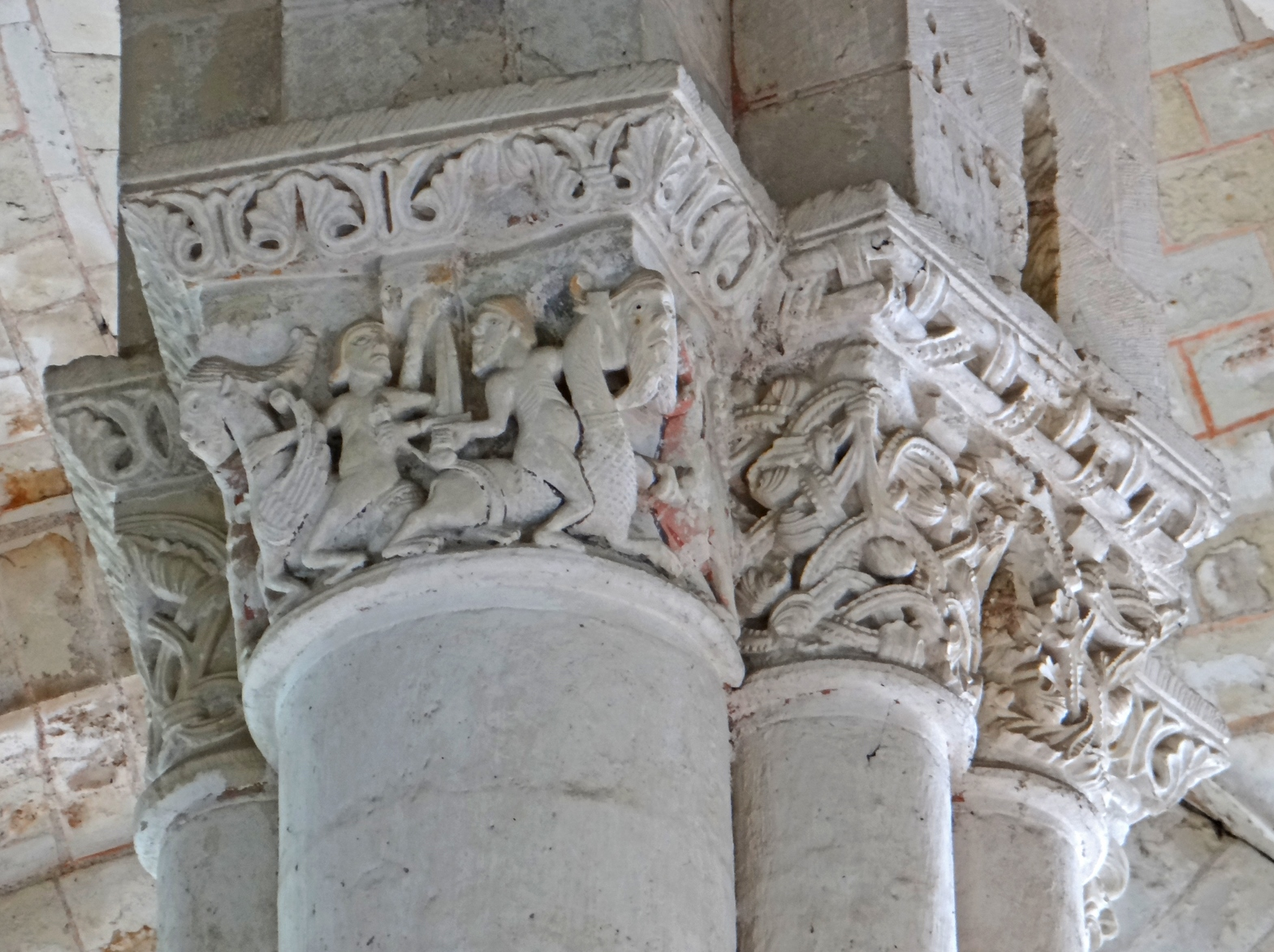
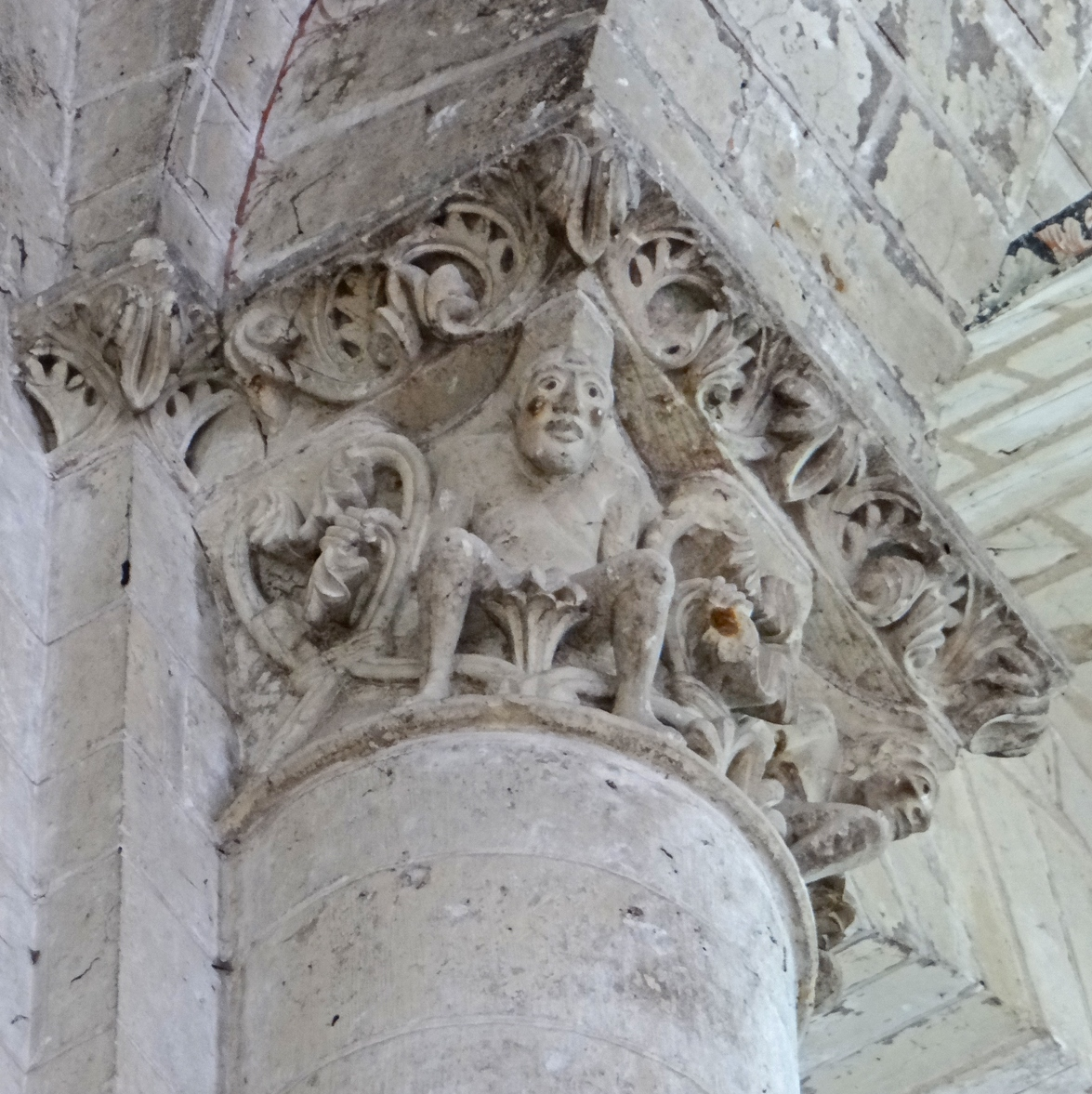
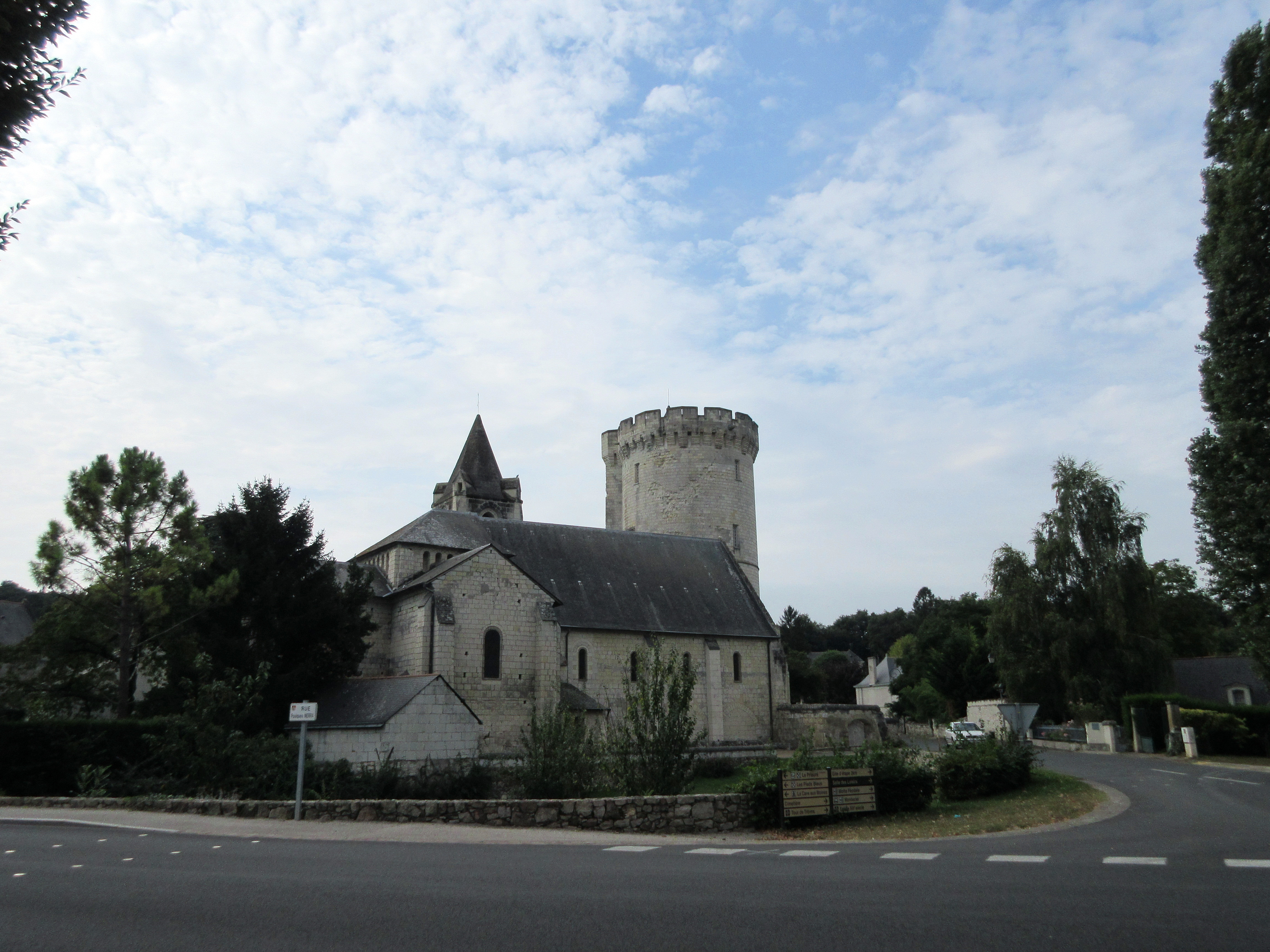
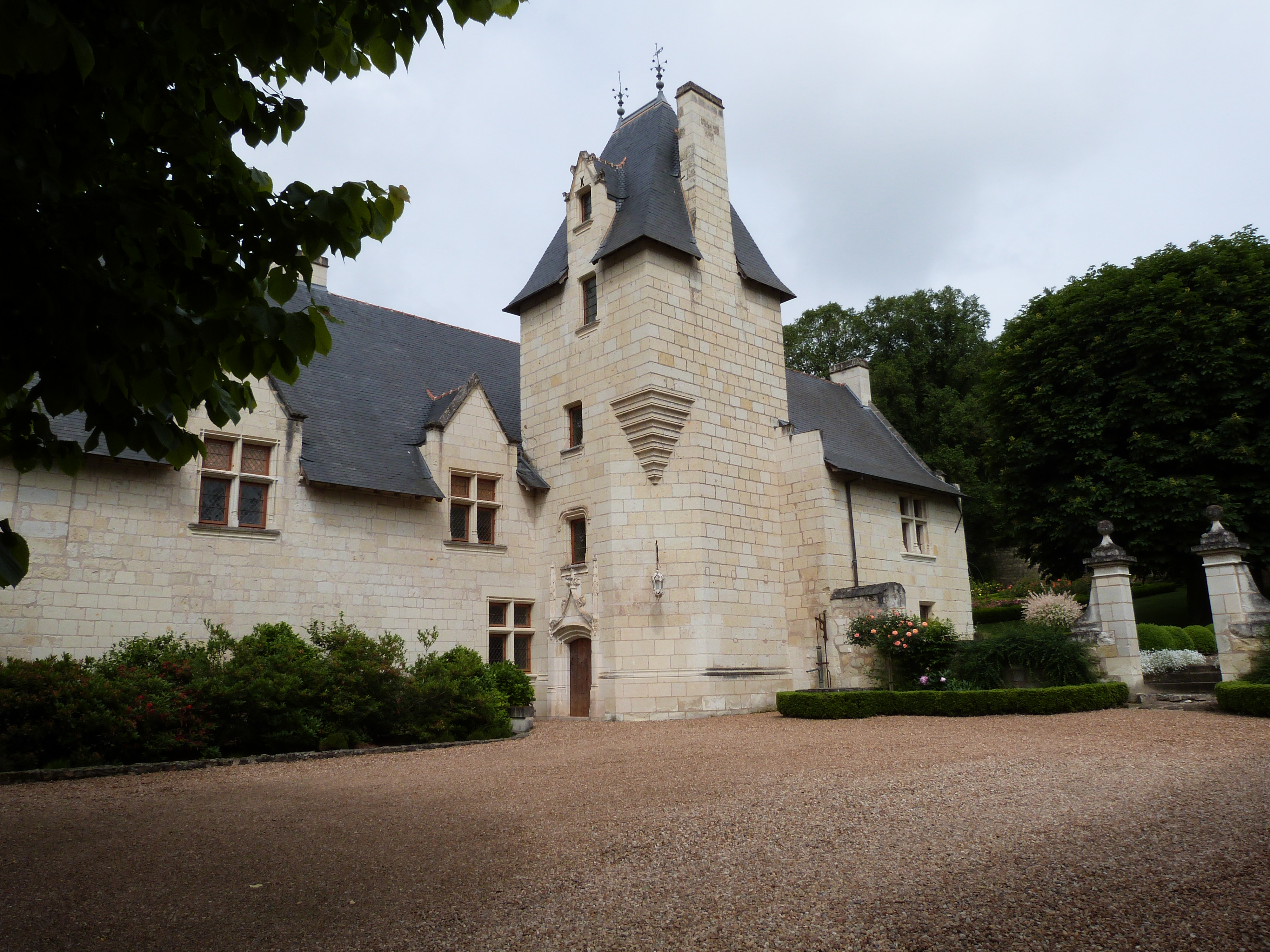
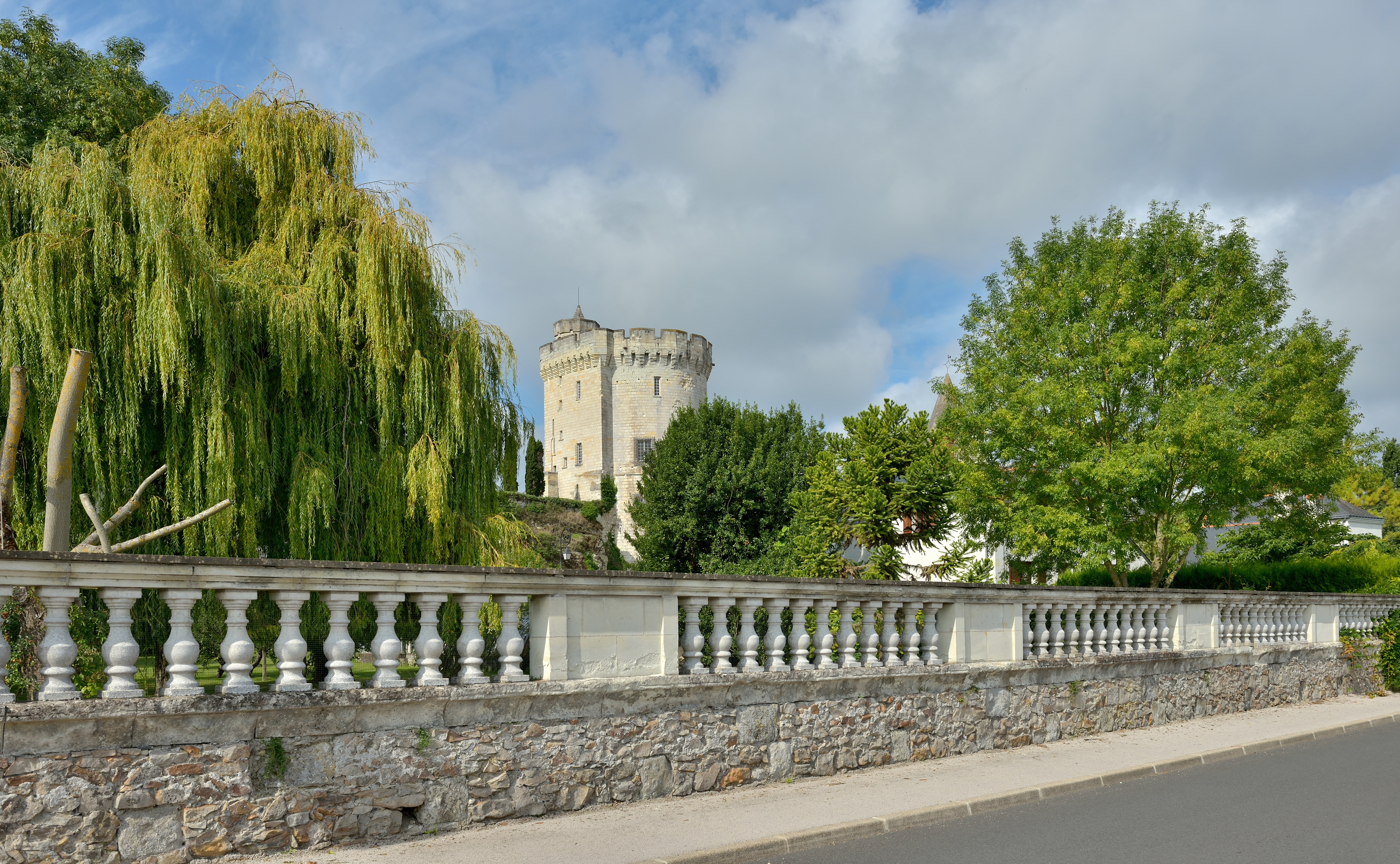
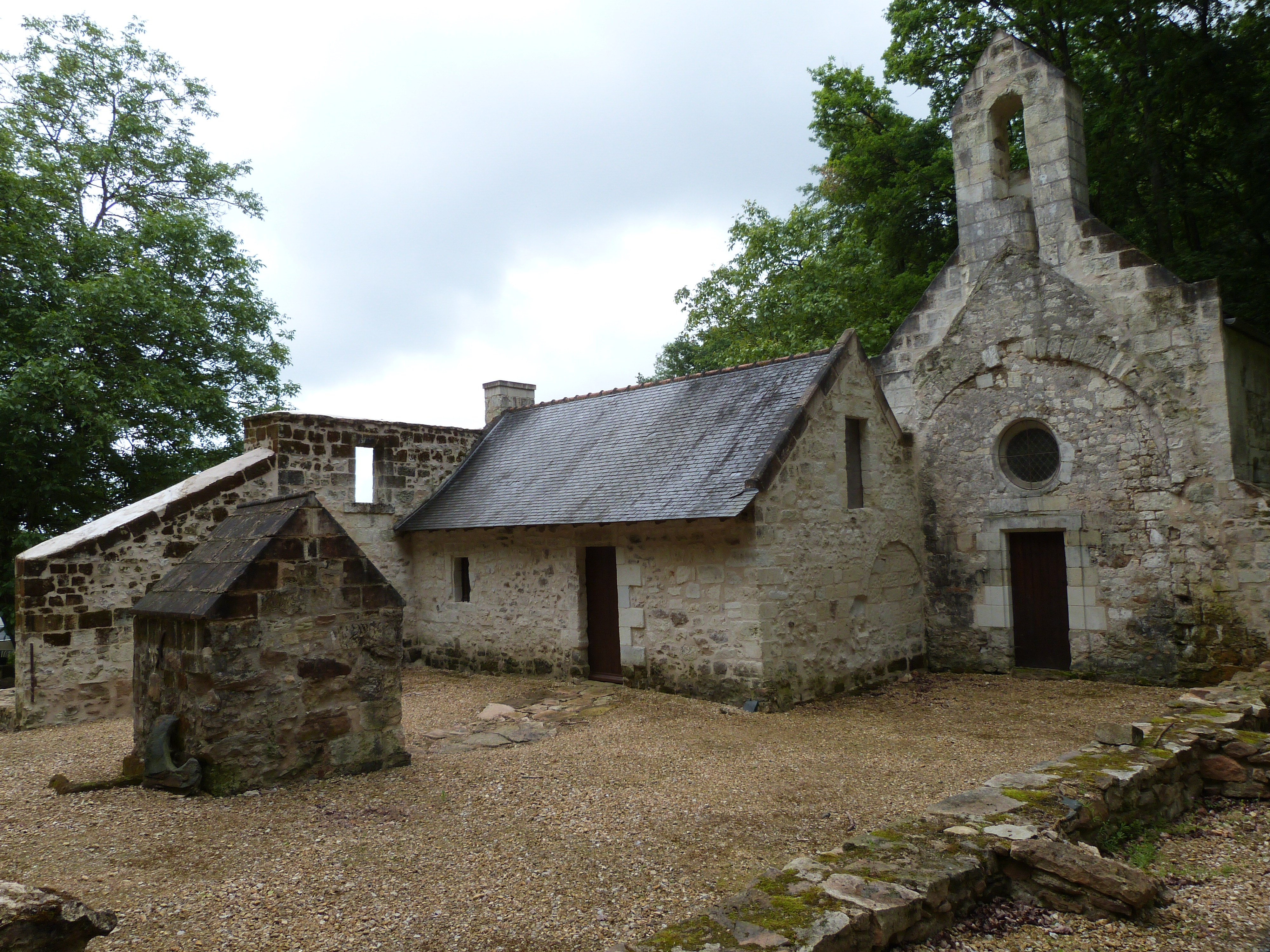
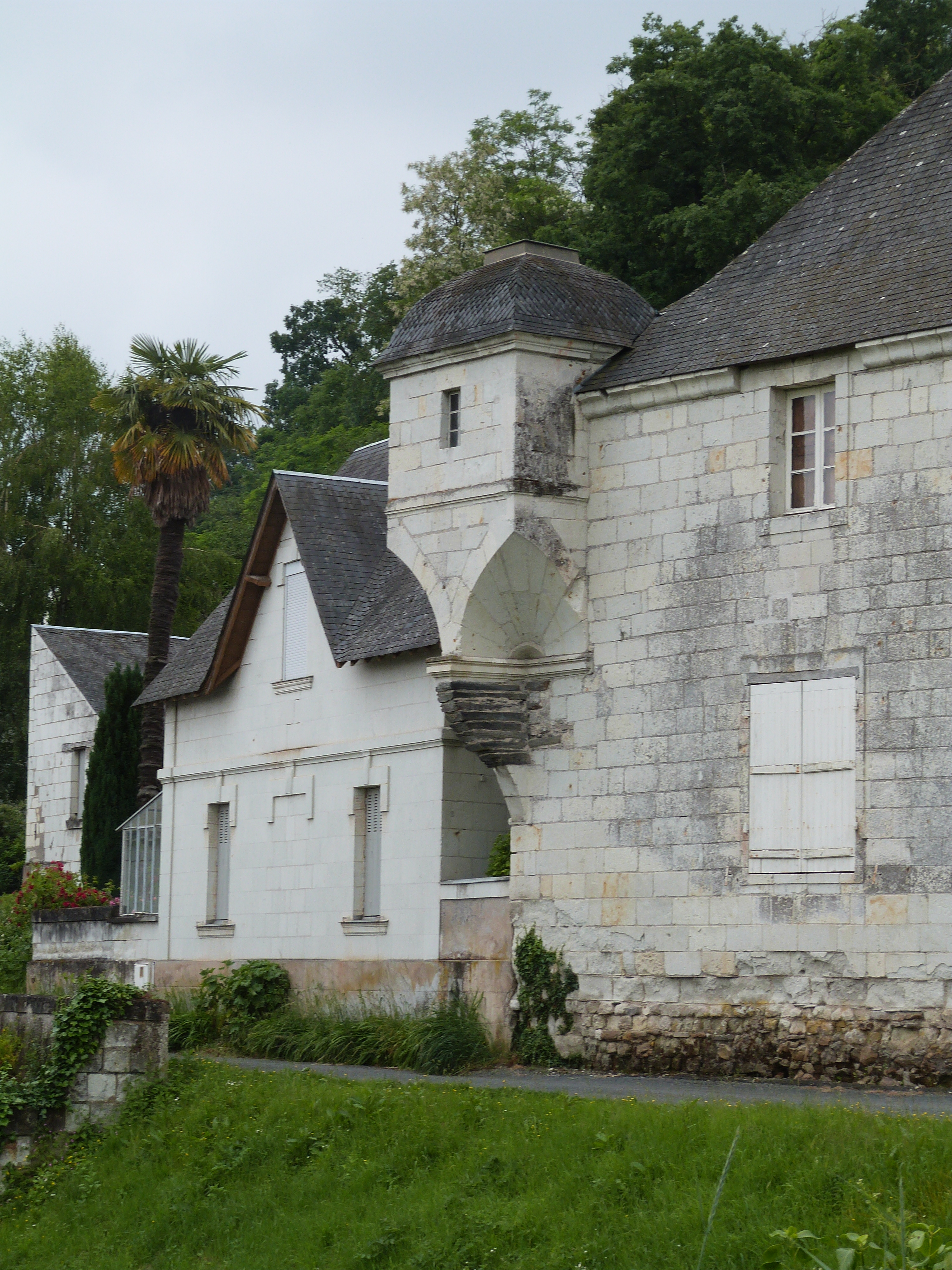

## Népesség
A település népességének változása:
| Lakosok száma | 1053 | 1024 | 1008 | 1135 | 1153 | 1051 | 1031 | 1033 | 1042 | 995  |
|               | 1962 | 1968 | 1975 | 1982 | 1990 | 2008 | 2013 | 2015 | 2017 | 2018 |